# Tityus urbinai
Espèce
Tityus urbinai est une espèce de scorpions de la famille des Buthidae.

## Distribution
Cette espèce est endémique de l'État d'Amazonas au Venezuela. Elle se rencontre vers Atabapo.

## Étymologie
Cette espèce est nommée en l'honneur de Mario Urbina.

## Publication originale
- Scorza, 1952 : « Contribucion al estudio do los Alacranes Venezolanos. » Novedades Cientificas Museo de Historia Natural La Salle, Serie Zoologica, no 8, p. 1-4.